# Гутьеррес, Леонардо
Леонардо «Лео» Мартин Гутьеррес (исп. Leonardo "Leo" Martín Gutiérrez; родился 16 мая 1978) ― профессиональный аргентинский баскетболист. Играл на позиции тяжёлого форварда.

## Профессиональную карьеру
Гутьеррес на протяжении карьеры набирал в среднем 13 очков и 5 подборов за игру в чемпионате Аргентины по баскетболу. В целом сыграл 800 игр за 17 сезонов. Набрал 10 411 очков в ТОП-аргентинской лиге. Входит в ТОП-10 всех времен в лиге, как по количеству сыгранных матчей, так и по очкам.

## Аргентинская баскетбольная команда
Гутьеррес выиграл большое количество медалей в составе аргентинской сборной, в том числе и золотую медаль на чемпионате Америки по баскетболу 2001 года и чемпионате Америки по баскетболу 2011, серебряную медаль на том же самом чемпионате 2003 года, 2005 года и 2007 года. Он также выиграл бронзовую медаль в 2009 году.
Завоевал серебряную медаль в чемпионате мира по баскетболу 2002, золотую медаль на летних Олимпийских игр 2004 года и стал бронзовым призёром летних Олимпийских игр 2008 года.

## Личная жизнь
Гутьеррес встретил свою будущую жену, когда ещё играл в Олимпии. Сочетался браком 17 июня 2006 года. В семье родилось двое детей.